# Processament analògic del senyal
Un  Processament analògic del senyal (de l'anglés Analog signal processing), és qualsevol processament del senyal dut a terme sobre un senyal analògic per "mitjans analògics" (en contraposició a Processament digital del senyal que es fa per "mitjans digitals"). "Senyal analògic" indica un senyal que es pot representar matemàticament per un conjunt de valors continus. Contràriament a "senyal digital", que utilitza una sèrie de quantitats discretes per representar el senyal. Els valors analògics representen típicament un voltatge, un corrent elèctric, o una càrrega elèctrica a l'entorn dels components dels dispositius electrònics. Un error o soroll que afecti aquestes quantitats físiques es traduirà en l'error corresponent en els senyals representats per aquestes.
Els exemples de "processament analògic de senyals" inclouen: el filtre passabanda de baixa freqüència o ràdio freqüència, els controls de "volum", "greus" i "aguts" en equips de música, els controls de "contrast" i "brillantor" als televisors, etc.. El "processament analògic del senyal" inclou elements comuns com condensadors, resistències, inductors, transistors i circuits integrats.

## Eines utilitzades en el "processament analògic del senyal"
El comportament d'un sistema pot ser modelat matemàticament i es representa en el domini de temps com h(t) i en el domini de freqüència com H(s), on s és un nombre complex en el format: s=a+ib, or s=a+jb (en termes d'enginyeria elèctrica, els enginyers elèctrics utilitzen j perquè el corrent està representat per la variable i). Els senyals d'entrada s'anomenen normalment x(t) o X(s) i els senyals de sortida y(t) o Y(s).

### Convolució
Convolució és el concepte bàsic en el processament del senyal que diu que un senyal d'entrada es pot combinar amb una funció del sistema per trobar el senyal de sortida. És la integral del producte de dues formes d'ona després que una s'ha invertit i canviat, el símbol de la convolució és *.
{\displaystyle y(t)=(x*h)(t)=\int _{a}^{b}x(\tau )h(t-\tau )\,d\tau }
Aquesta és la integral de convolució i s'utilitza per trobar la convolució d'un senyal i un sistema, per regla general a = -∞ and b =+∞.
Considerem dues formes d'ona f i g. En calcular la convolució, podem determinar la quantitat en qué una funció g invertida ha de ser canviada al llarg de l'eix "x" per esdevenir idèntica a la funció f. La funció de convolució essencialment inverteix i desplaça la funció g en l'eix, i calcula la integral del seu producte (f i la g invertida i canviada) per a cada quantitat possible de desplaçament. Quan les funcions coincideixen, el valor de (f * g) es maximitza. Això passa perquè quan les àrees positives (pics) o àrees negatives (valls) es multipliquen, contribueixen a la integral.

### Transformada de Fourier
La transformada de Fourier és una funció que transforma un senyal o sistema del domini temporal al domini freqüencial, però només funciona per a certs casos. La restricció amb la qual els sistemes o els senyals poden ser transformats per la transformada de Fourier és que:
{\displaystyle \int _{-\infty }^{\infty }|x(t)|\,dt<\infty }
Aquesta és la integral de la transformada de Fourier :
{\displaystyle X(j\omega )=\int _{-\infty }^{\infty }x(t)e^{-j\omega t}\,dt}
La majoria de les vegades la transformada de Fourier no es calcula directament per integració. El que es fa és utilitzar una taula de transformació de parells per trobar la transformada de Fourier d'un senyal o sistema. La transformada inversa de Fourier s'utilitza per passar del domini freqüencial al domini temporal:
{\displaystyle x(t)={\frac {1}{2\pi }}\int _{-\infty }^{\infty }X(j\omega )e^{j\omega t}\,d\omega }
Cada senyal o sistema que pot ser transformat té una única transformada de Fourier, només hi ha un senyal de temps i un senyal de freqüència que es corresponguin vis a vis.

### Transformada de Laplace
La transformada de Laplace és una transformada de Fourier generalitzada. Permet una transformació de qualsevol sistema o senyal perquè és una transformada en el pla complex en comptes de la línia de jω com la transformada de Fourier. La principal diferència és que la transformada de Laplace té una regió de convergència per la qual la transformada és vàlida.
Això implica que un senyal en el domini freqüencial pot tenir més d'un senyal en el domini temporal, el senyal de temps correcte per a la transformació està determinat per la regió de convergència. Si la regió de convergència inclou l'eix jω, s pot ser substituït en la transformada de Laplace per jω i és la mateixa que la transformada de Fourier.
La transformada de Laplace és:
{\displaystyle X(s)=\int _{-\infty }^{\infty }x(t)e^{-st}\,dt}
i la transformada inversa de Laplace és:
{\displaystyle x(t)={\frac {1}{2\pi }}\int _{-\infty }^{\infty }X(s)e^{st}\,ds}

### Diagrama de Bode
Els Diagrama de Bode són diagrames de "magnitud vs. freqüència" i "fase vs. freqüència" d'un sistema. L'eix de magnitud en decibels (dB). L'eix de fase en graus o radiants. Els eixos de freqüències estan en una escala logarítmica.
Són útils perquè per entrades sinusoidals, la sortida és l'entrada multiplicada pel valor del diagrama de magnitud a una freqüència i desplaçat pel valor de la diagrama de fase a dita freqüència.

## Dominis

### Domini temporal
Aquest és el domini amb què la majoria de la gent és familiar. Un diagrama en el domini temporal mostra l'amplitud del senyal pel que fa al temps.

### Domini freqüencial
Un diagrama en el domini de freqüència mostra o el canvi de fase o la magnitud d'un senyal a cada freqüència en la qual existeix. Aquests es poden trobar mitjançant la transformada de Fourier d'un senyal de temps i es tracen de manera similar a un diagrama de Bode.

## Senyals
Atès que qualsevol senyal pot ser utilitzat en un "processament analògic de senyals", hi ha molts tipus de senyals que s'utilitzen sovint.

### Sinusoides
Els sinusoides són el pilar fonamental del "processament analògic de senyals". Tots els senyals del món real es poden representar com una suma infinita de funcions sinusoidals a través d'una sèrie de Fourier. Una funció sinusoidal pot ser representada en termes d'un exponencial per l'aplicació de la Fórmula d'Euler.

### Impulsos
Un impuls (funció delta de Dirac) es defineix com un senyal que té una magnitud infinita i un ample infinitesimalment estret amb una àrea u, centrat en zero. Un impuls pot ser representat com una suma infinita de sinusoides que inclou totes les freqüències possibles. En realitat no és possible generar tal senyal, i una aproximació seria de tanta amplitud que probablement destruiria el sistema. Per aquesta raó s'utilitza un senyal en esglaó, que és la integral de l'impuls. En sistemes lineals, la sortida deguda a l'esglaó serà la integral de la sortida deguda a l'impuls.
El símbol d'un impuls és δ(t). Si un impuls s'utilitza com a entrada a un sistema, la sortida es coneix com la resposta impulsional. La resposta impulsional defineix el sistema, ja que totes les freqüències possibles es representen a l'entrada.

### Esglaons
Una funció esglaó unitat, també anomenada funció esglaó de Heaviside, és un senyal que té una magnitud de zero abans de zero i d'una magnitud d'un després de zero. El símbol per a un graó unitari és d'u(t). Si s'utilitza com a entrada a un sistema, la sortida es diu la resposta a l'esglaó. La resposta a l'esglaó mostra com un sistema respon a una entrada sobtada, similar a la de tancar un interruptor. El període anterior a l'estabilització de la sortida es diu la part transitòria d'un senyal. L'esglaó es pot multiplicar amb altres senyals per afitar-los en el temps.
La funció esglaó unitari està relacionada amb la funció delta de Dirac per;
{\displaystyle \mathrm {u} (t)=\int _{-\infty }^{t}\delta (\tau )d\tau }

## Sistemes

### Lineals i invarants en el temps (LTI)
Linealitat vol dir que si es tenen dues entrades i dues sortides corresponents, i es pren una combinació lineal de les dues entrades s'obtindrà una combinació lineal de les sortides. Un exemple d'un sistema lineal de primer ordre és un filtre passa baix o filtre passa alt. Els sistemes lineals es fan a partir de dispositius analògics que demostren propietats lineals. Aquests dispositius no han de ser totalment lineals, sinó que han de tenir una regió d'operació que sigui lineal.
Un amplificador operacional és un dispositiu no lineal, que té però una regió d'operació que és lineal, de manera que es pot modelar com lineal dins d'aquesta regió de treball. "Invariància en el temps" vol dir que s'obte la mateixa sortida, no importa quan s'inicii el sistema.
Per exemple, si es té un sistema i s'hi posa una entrada avui, s'obtindrà el mateix resultat si s'inicia el sistema demà en lloc d'avui. No hi ha cap sistema real "LTI", però molts sistemes es poden modelar com LTI per la simplicitat en la determinació de quina serà la seva sortida. Tots els sistemes tenen certa dependència de factors com la temperatura, nivell de senyal o altres factors que fan que no siguin lineals o "invariants en el temps", però la majoria són prou estables com per ser modelats com LTI.
La "linealitat" i la "invariància en el temps" són importants perquè són els únics tipus de sistemes que poden ser fàcilment resolts mitjançant mètodes convencionals de "processament analògic de senyals". Una vegada el sistema es converteix en no-lineal o en no-invariant en el temps, es converteix en un problema d'equacions diferencials no lineals, i n'hi ha molt pocs que puguin ser resolts.

### Ràdio i televisió
Alguns sistemes comuns utilitzats en la vida quotidiana són els filtres, ràdio AM/FM, guitarres elèctriques i amplificadors d'instruments musicals. Els filtres s'utilitzen en gairebé tot allò que té un circuit electrònic. La ràdio i la televisió són bons exemples d'usos quotidians dels filtres. Quan es canvia de canal en un televisor analògic o una ràdio, s'utilitza un filtre analògic per seleccionar la freqüència de la portadora del senyal d'entrada. Una vegada està aïllat, s'utilitza la informació de l'emissió de televisió o de ràdio per formar la imatge i/o el so.

### Guitarra elèctrica
Un altre sistema analògic comú és una guitarra elèctrica i el seu amplificador. La guitarra utilitza un imant amb una bobina enrrotllada al voltant d'ell (inductor) per convertir la vibració de les cordes en un petit corrent elèctric. El corrent es filtra, s'amplifica i s'envia a l'altaveu de l'amplificador.
La majoria dels amplificadors de guitarra són analògics perquè són més fàcils i barates de produir que fer un amplificador digital. També hi ha molts pedals d'efectes analògics de guitarra, encara que un gran nombre de pedals són ara digitals (converteixen el corrent d'entrada en un valor digital, realitzar una operació sobre ell, i a continuació el converteixen de nou en un senyal analògic).